# Соціальне підприємництво в Росії
Соціальне підприємництво в Росії перебуває в стадії становлення. Його зародження як явища пострадянської історії країни слід віднести до першої половини 2000-х років , хоча схожі ініціативи окремих ентузіастів епізодично мали місце вже в 1990-х роках, а прообрази соціальної підприємницької активності можна виявити і в більш ранні періоди, аж до рубежу XIX—XX століть.
Системний розвиток цього напрямку ділової активності починається з другої половини 2000-х років і пов'язаний, в першу чергу, з появою в Росії ряду сильних системних приватних гравців, які розвивають інфраструктуру, стимулюючи соціальних підприємців, які розробляють і просувають теоретичну базу. Їхніми зусиллями ідеї соціального підприємництва доносяться до законодавчої і виконавчої влади, бізнес-спільноти, суспільства в цілому і потенційних соціальних підприємців, що поступово створює, оформляє і структурує цю область. З початку 2010-х років в Росії виникають Центри інновацій в соціальній сфері, в рамках яких ведеться навчання методам соціального підприємництва і здійснюється підтримка існуючих проектів.
За даними на кінець 2020 року, популярність соціального підприємництва в Росії залишається низькою: соціальним бізнесом займаються не більше 1 % російських підприємців . Їхній внесок в ВВП країни в 2015 році склав 0,36 %. Більше половини російських соціальних підприємців — жінки у віці 30-60 років.
У Росії діє ряд стійких проектів, в основному, в областях фермерського господарства, переробки деяких видів побутових відходів, підтримки інвалідів, літніх людей і випускників дитячих будинків, відродження ремесел і народних промислів, місцевого туризму , але і вони не можуть похвалитися безумовною успішністю, масштабами діяльності, а тим більше тиражованістю свого досвіду. Цілі проблемні області першорядної важливості, такі як наркоманія, алкоголізм, безробіття, загальний низький рівень життя, корупція і бюрократія, залишаються поза увагою соціальних підприємців .
Серед причин низької популярності соціального підприємництва в Росії слід виділити об'єднану неформалізованість класу традиційних підприємців, з числа яких в подальшому повинні виділитися представники соціального бізнесу , недостатню інформованість  і слабке опрацювання теоретичної бази. Згортання роботи міжнародних некомерційних організацій у Росії з початку 2000-х років , нестача реальної підтримки на федеральному рівні ряду традиційних для соціальних підприємців видів діяльності і скудність законодавчої бази також тормозить прогрес у цій області.
26 липня 2019 року в Росії вступив в силу Закон № 245-ФЗ «Про внесення змін до Федерального закону „Про розвиток малого і середнього підприємництва в Російській Федерації“ в частині закріплення понять „соціальне підприємництво“, „соціальне підприємство“».

## Історія

### Російська імперія

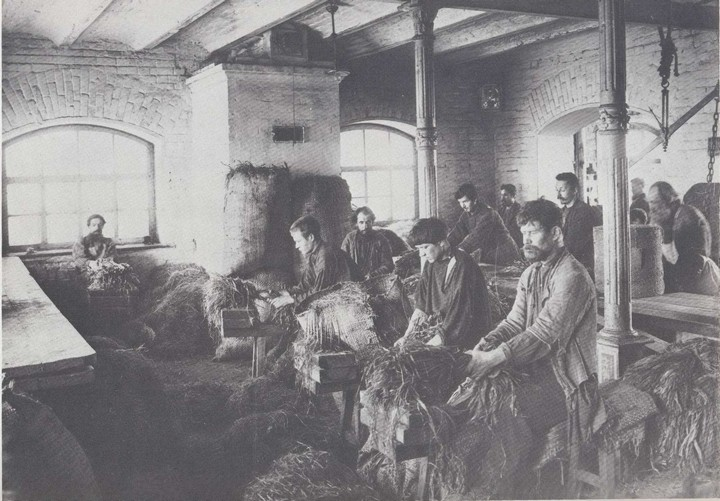
В Будинку працьовитості імені Михайла і Любові Рукавишникових, Нижній Новгород

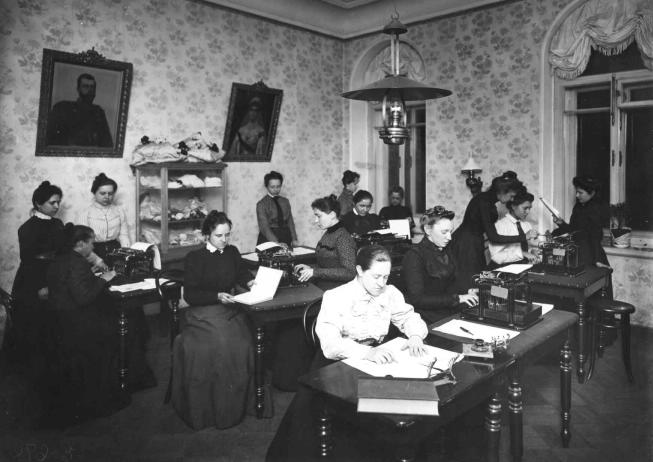
Навчання друку на друкарській машинці в Будинку працьовитості для освічених жінок на вулиці Знаменській (Санкт-Петербург). Близько 1900 року, фотоательє Карла Булли, Центральний державний архів кінофотофонодокументів Санкт-Петербурга, ЦДАКФФД

Одним з історичних прикладів соціального підприємництва в Росії вважаються будинки працьовитості, які трансформувалися з робітних будинків в кінці XIX століття.
Робітні будинки, що з'явилися в Росії в XVIII столітті довгий час залишалися, в першу чергу частиною системи виконання покарань, що була спрямована на ізоляцію і примус до праці злочинців і інших асоціальних елементів. Ідея робітного будинку, запозичена з досвіду європейських країн, в Росії не прижилася: більш ніж за сто років по всій імперії було відкрито всього кілька робітних будинків, причому більшість з них закривалася незабаром після відкриття. На відміну від типового робочого будинку, Будинок працьовитості в Кронштадті, створений настоятелем Андріївського собору в Кронштадті отцем Іоанном і бароном Отто Буксгевденом в 1882 році, був заснований на ідеях милосердя та благодійності; знаходження і робота в ньому були добровільними .
Стараннями барона Буксгевдена, а також завдяки заступництву великої княгині Олександри Йосипівни, досвід облаштування будинків працьовитості був в короткі терміни поширений по всій імперії . На час Жовтневої революції, що поклала край громадському вирішенню проблем бідності, кількість будинків працьовитості обчислювалася сотнями, вони були представлені в більшості великих міст Росії.

### СРСР
Молода радянська держава оголосила монополію на вирішення соціальних проблем. Вона також прагнула викорінити індивідуальну підприємницьку діяльність, замінивши її колективним підходом до ведення господарства. У подібних умовах легальне приватне соціальне підприємництво існувати не могло. У той же час окремі дослідники вказують на реалізацію принципів соціального підприємництва і в радянський період, під контролем держави. В першу чергу, це стосується працевлаштування інвалідів. Зокрема, інваліди по зору займалися виробництвом авосек, кошти від продажу яких направлялися на додаткове фінансування інвалідних будинків.
Період істотного пом'якшення принципів колективізму припав на 1920-ті роки, після того, як 14 березня 1921 X з'їздом РКП (б) була прийнята нова економічна політика (НЕП), що прийшла на зміну «воєнного комунізму», що діяв в ході Громадянської війни. Відчувши свободу, приватні підприємці дуже скоро досягли помітних успіхів, що дозволили їм вирішити власні соціальні проблеми, при цьому наситивши ринок споживчих товарів і послуг. Однак період НЕПу виявився нетривалий, і прикладів підприємств, яких можна було б віднести до соціальних, історія не зберегла.
Виконавши уготовану йому місію зміцнення радянської влади, до кінця 1920-х років НЕП був згорнутий. Непман на десятиліття перетворився в культурного антигероя, а будь-яке приватне підприємництво було прирівняне до вилучення «нетрудових доходів». Це положення зберігалося до кінця 1980-х років, коли в державі, що розпадалась, економіка знову опинилася в глибокій кризі, підприємницька діяльність була дозволена в формі виробничої кооперації.

### Сучасна Росія
В умовах недостатньої інформованості та відсутності теоретичної бази перші соціальні підприємці сучасної Росії спочатку не ототожнювали себе з цим поняттям. Одним з ранніх прикладів соціального підприємства слід вважати вуличну газету «На дні» (з 2003 року — «Шлях додому»), поширювану з 1994 року безпритульними  Санкт-Петербургу.
У 1990-х роках в Росії зародилося мікрофінансування, що традиційно відносять до соціального підприємництва. До кінця XX століття назріла потреба в організації, що представляє інтереси всього мікрофінансового руху, і в 2002 році був створений Російський мікрофінансовий центр (РМЦ) .
Прецедент інституалізації соціального підприємництва був створений у 2003 році в Новосибірську, де при Інституті додаткової освіти НГТУ був заснований Центр соціального підприємництва. Центр займався платним навчанням студентів і потім надавав їм підтримку в реалізації інноваційних соціальних ідей. Оскільки даний проект фінансувався міжнародним донором Tempus TACIS, а партнерами виступали три університети з Великої Британії, Німеччини та Італії, в роботі Центру використовувався зарубіжний досвід і міжнародні передові практики. У перші роки функціонування Центр сам працював на принципах соціального підприємництва, користувався підтримкою регіональної адміністрації, при ньому був створений молодіжний бізнес-інкубатор. Однак незабаром, з вичерпанням грантових коштів, тематика курсів змістилася в бік традиційного бізнес-менеджменту, а потім роботи в області підтримки соціального підприємництва були згорнуті.
До 2003 року відноситься і, ймовірно, перший випадок зацікавленості соціальним підприємництвом з боку російського великого бізнесу — алюмінієва компанія РУСАЛ запустила програму «Сто класних проектів». Проект був реалізований у вигляді конкурсу для старшокласників в регіонах присутності РУСАЛу. Школярі пропонували проекти рішення місцевих соціальних проблем і на конкурсній основі отримували сприяння в їх реалізації. Таким чином був реалізований ряд проектів допомоги ветеранам, пенсіонерам, дітям-сиротам, безпритульним тваринам, а також проект збереження місцевої природи і культури. Самі по собі всі ці проекти є не соціально-підприємницькими, а благодійними (оскільки передбачали лише разову адресну допомогу), але залучення до їх реалізацію шкіл, шкіл-інтернатів, дитячих будинків, спеціалізованих навчальних закладів дозволяє говорити про присутність в них елементів практик соціального бізнесу.
У 2004 році був заснований Молодіжний банк ГБФ «Фонд Тольятті», створений ЗАТ КБ «Лада-кредит» за північно-ірландським зразком. Молодь отримала доступ до управління банком (під контролем більш досвідченого радника-куратора), фінансуючи соціальні, переважно також молодіжні проекти.
Системний розвиток підтримки соціального підприємництва в Росії починається з другої половини 2000-х років.
З початку 2010-х років в різних регіонах країни з'являються Центри інновацій в соціальній сфері (ЦІСС), де проводиться навчання практикам соціального підприємництва та надається підтримка соціально-підприємницьким проектам.
У 2019 року в Росії був прийнятий закон про соціальне підприємництво, покликаний надати фінансову та іншу підтримку соціальному бізнесу. Для реалізації положень прийнятого закону до реєстру суб'єктів малого і середнього підприємництва вносяться відомості про статус «соціальних підприємців».
Важким ударом по соціальним підприємствам Росії стали наслідки пандемії COVID-19 2020 року. Федеральна і регіональна влада розробляє і пропонує ряд заходів для пом'якшення наслідків кризи, однак ці дії носять запізнілий, розрізнений і половинчастий характер, не надаючи істотного впливу на ситуацію. Соціальні підприємства як самостійна категорія не віднесені до переліку підприємств, що звільняються від податків на період пандемії, соціальні підприємці часто не інформовані про можливості отримання субсидій та безпроцентних кредитів, в цілому не відчувають підтримки з боку влади. За словами заступника голови комісії «Опори Росії» по соціальному підприємництву Світлани Наліпової, більше половини соціальних підприємств країни заявили, що не зможуть відновитися після пандемії.

## Підтримка соціального підприємництва

### Підтримка з боку великого бізнесу
У пострадянській Росії першим звернув увагу на цю сферу ділової активності великий бізнес, зайнявся оформленням соціально-підприємницької інфраструктури в рамках власної благодійної діяльності і корпоративної соціальної відповідальності. На 2017 рік програми підтримки соціального підприємництва у своєму розпорядженні мали такі системоутворюючі компанії, як «Лукойл», «Русал», «СУЭК», «Северсталь», "Металоінвест " та інші.

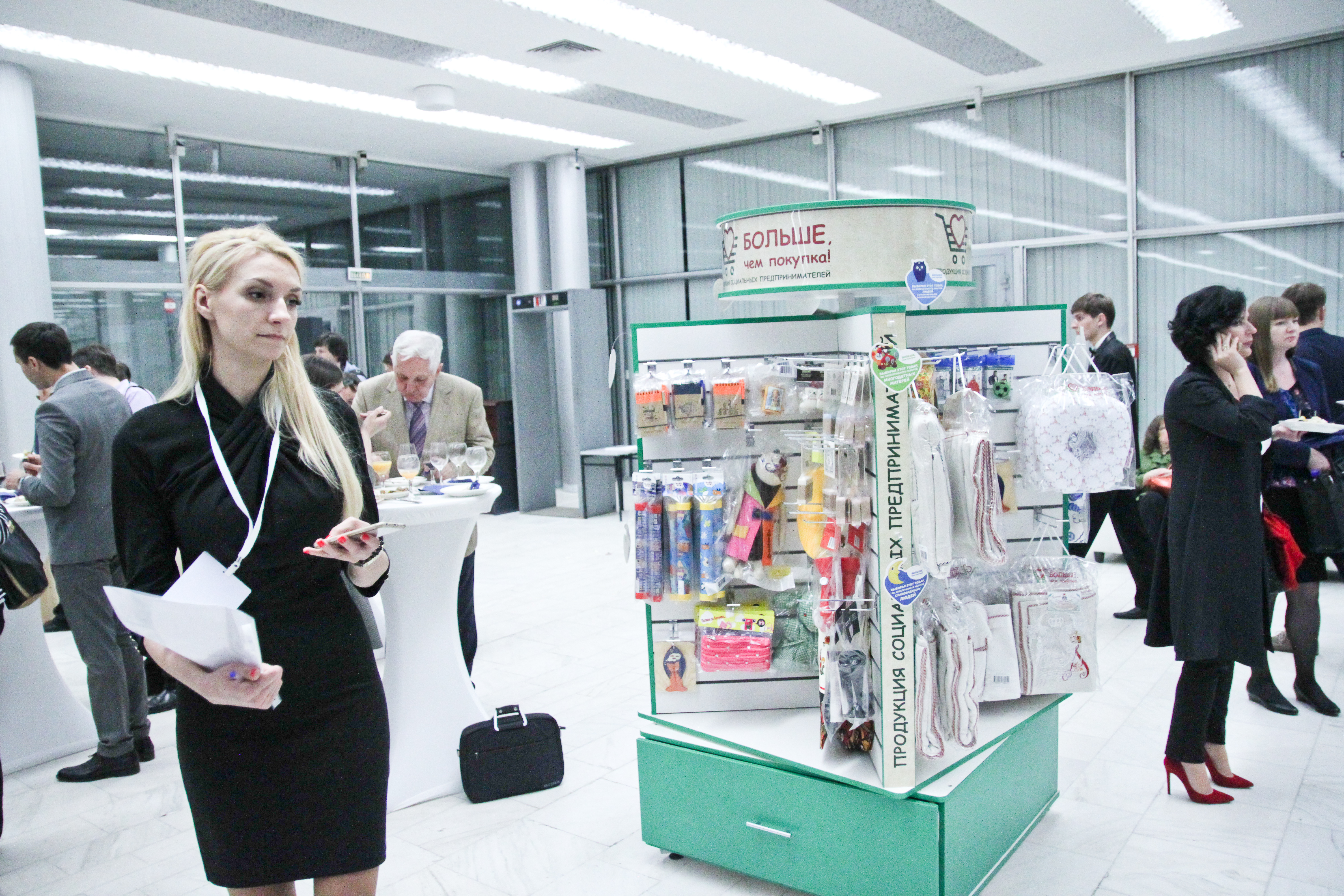
Стенд «Більше, ніж покупка!» на церемонії вручення премії «Імпульс добра», 2016 рік

Компанія «Русал» Олега Дерипаски приділяє велику увагу соціальній діяльності, розглядаючи її як частину своєї стратегії розвитку. У 2004 році для управління соціальними проектами «Русала» був заснований Центр соціальних програм. У 2010 році компанія оголосила про програму «Територія РУСАЛу», в рамках якої було реалізовано 50 проектів з обсягом інвестицій 150 млн руб.
У 2014 році компанія «Лукойл» спільно з фондом «Наше майбутнє» для просування товарів російських соціальних підприємців запустила проект «Більше, ніж покупка!». Проект був запущений в формі конкурсу, переможці якого отримують можливість реалізовувати свої товари в магазинах мережі автозаправних станцій «Лукойл» в більшій частині регіонів Росії.
До кінця 2016 року, за даними самого фонду, до проекту було підключено 134 заправки в 14 регіонах Росії.
Найбільша російська вугільна компанія СУЕК реалізує свої соціальні програми через фонд соціально-економічної підтримки регіонів «СУЕК-Регіонам». Фонд веде діяльність в 48 населених пунктах Росії. Серед програм фонду — конкурс соціально-підприємницьких проектів «Творення», який проводиться в два етапи — регіональний і міжрегіональний. Переможці отримують фінансову та організаційну підтримку на старті проектів.
Металургійний комбінат «Северсталь», розташований в Череповці, спільно з мерією міста виступив співзасновником «Агентства Міського Розвитку», на базі якого було організовано «Регіональний центр інновацій соціальної сфери». У цьому центрі соціальні підприємці отримують безкоштовну допомогу і підтримку: бухгалтерську, юридичну та фінансово-економічну. При центрі працює школа соціального підприємництва.
Власні програми підтримки соціального підприємництва є і у інших великих компаній, таких як «Норильський нікель», «Металоінвест», «Об'єднана металургійна компанія» (ОМК) і т. Д. 
На соціальне підприємництво звертає увагу і класична банківська сфера, проводячи дослідження і пропонуючи спеціальні програми в цій сфері . У деяких банках, наприклад, ВАТ «МСП Банк» (Зовнішекономбанк), спеціального продукту для соціальних підприємців на 2015 рік не було, проте надавалася можливість кредитуватися за зниженою ставкою по ряду проектів, до яких належали проекти соціального підприємництва.

### Інституційна підтримка

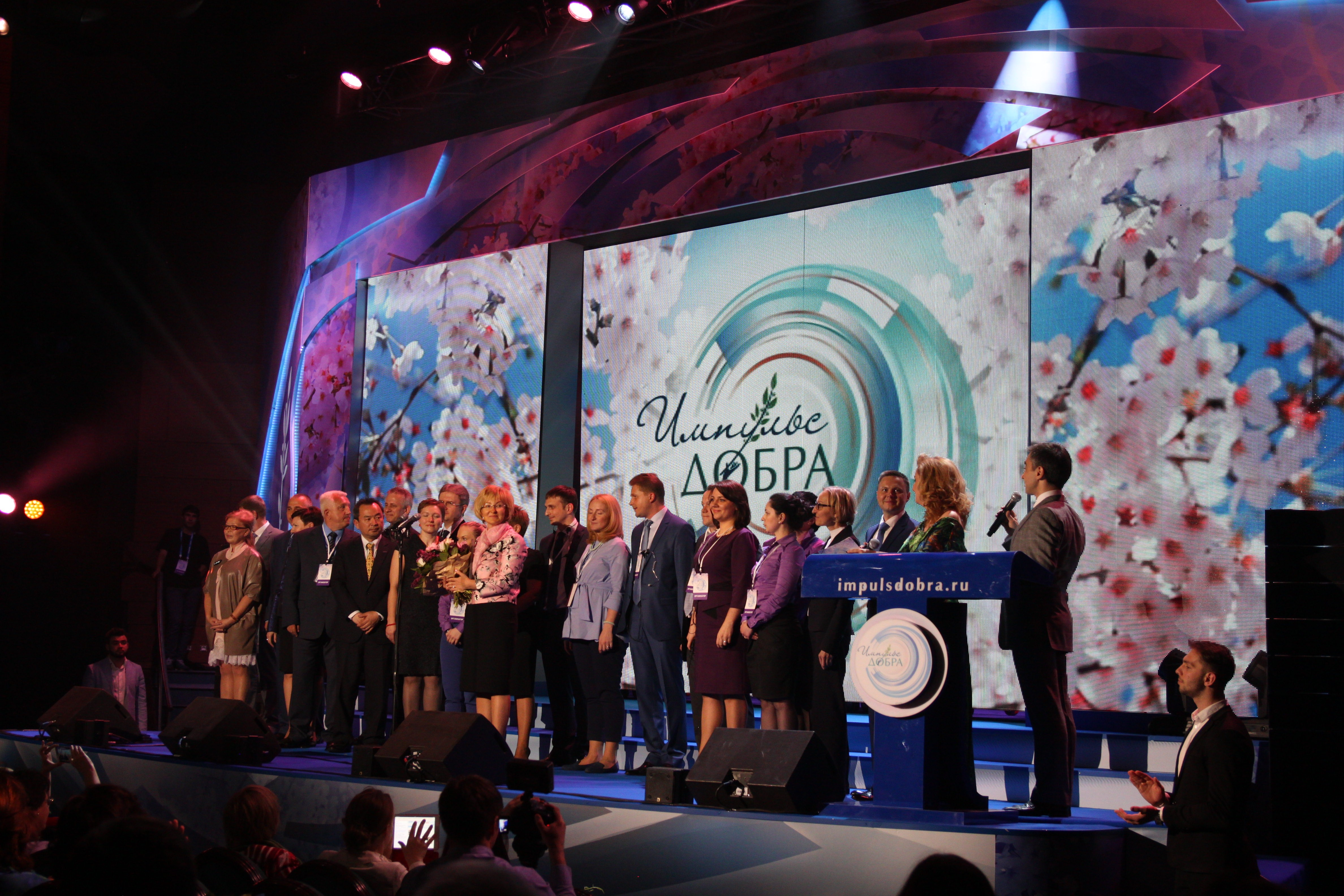
Церемонія нагородження премією «Імпульс добра» в області соціального підприємництва, 2015

Ряд інституцій системної підтримки соціального підприємництва в Росії також сягають корінням до великого бізнесу. На постійній основі таку підтримку надає приватний фонд «Наше майбутнє», який, на думку ряду фахівців, займає провідну роль в цій області. Фонд заснован президентом нефтяної компанії «Лукойл» Вагітом Алекперовим и входить в Global Impact Investing Network. Основними видами наданої фондом підтримки є фінансова (позики, гранти та участь в капіталі) і консультаційна (прямі консультації, навчання, сприяння в обміні досвідом, вибудовуванні взаємин з іншими організаціями, формування спільнот соціальних підприємців і підприємств). Фонд видає безвідсоткові позики як починаючим підприємцям, так і діючому бізнесу .
За станом на 2021 рік фонд, за власними даними, надав підтримку 312 проектам соціального підприємництва, що розташовувалися в 59 регіонах Росії, на їх реалізацію було виділено 787,97 мільйонів рублів. Серед основних інфраструктурних проектів фонду: всеросійський конкурс «Соціальний підприємець», Лабораторія соціального підприємництва, програма «Більше, ніж покупка!», що відкриває соціальним підприємцям доступ до торговельних мереж, премія «Імпульс добра» за внесок в розвиток і просування соціального підприємництва в Росії. Фонд також виконує популяризаторську та просвітницьку функції — видає літературу про соціальний бізнес, підтримує тематичні портали: «Новий бізнес: соціальне підприємництво» та «Банк соціальних ідей», проводить дослідження, виступає організатором наукових і громадських дискусій. 
За підтримки Фонду «Наше майбутнє» з 2015 по 2019 рік також здійснювалося видання довідкового каталогу «Соціальне підприємництво Росії» — розповсюджуваного безкоштовно в електронному вигляді проекту Фонду розвитку медіапроектів і соціальних програм Gladway. У 2021 році спадкоємцем цього проекту став щоквартальний двомовний (російсько-англійський) журнал «Позитивні зміни».
Агентство стратегічних ініціатив по просуванню нових проектів (Агентство стратегічних ініціатив, АСІ) — автономна некомерційна організація, створена Урядом Росії в 2011 році. Агентство декларує підтримку проектів за кількома напрямками: інноваційний бізнес, пошук і залучення талановитих молодих лідерів, просування і тиражування соціально значущих ініціатив. АСІ розробило «дорожню карту» «Підтримки доступу недержавних організацій до надання послуг у соціальній сфері», документ був затверджений урядом у червні 2016 року.
Громадська організація малого та середнього підприємництва «Опора Росії» займається, серед іншого, питаннями розвитку соціального підприємництва в Росії. У регіональних відділеннях організації діють комітети з соціального підприємництва. Проект «Опора-Творення» апелює до традицій благодійності та меценатства російського підприємництва і заявлений як спрямований на розвиток соціально-відповідального підприємництва, поширення практик і моделей корпоративної, благодійної та соціально-спрямованої діяльності. Особливість проекту — привнесення в підприємницьку діяльність православної етики (софійність господарства).
Російський союз промисловців і підприємців (РСПП) також системно просуває ідеї і принципи соціального підприємництва. При РСПП діє Управління корпоративної відповідальності, сталого розвитку та соціального підприємництва. Проводиться щорічний всеросійський конкурс РСПП, питань соціального підприємництва присвячуються доповіді і круглі столи на конференціях в рамках Тижня російського бізнесу. У травні 2016 року президентові РСПП Олександру Шохіну була вручена премія «Імпульс добра» від фонду «Наше майбутнє» за підтримку і просування соціального підприємництва.
Міжрегіональна громадська організація «Досягнення молодих» (англ. Junior Achievement Russia) реалізує ряд спеціалізованих програм з навчання підприємців, в тому числі програму «Соціальне підприємництво», призначену для молоді 15-18 років, а також майстер-класи для соціальних підприємців .
Благодійний фонд «Назустріч змінам» (англ. Reach for Change) на конкурсній основі підтримує проекти, спрямовані на покращення життя дітей та підлітків. Учасником конкурсу може стати будь-хто, чиї проекти відповідають ряду умов: соціальний вплив, масштабованість, фінансова стійкість, можливість довгострокового розвитку. Проекти-переможці отримують фінансову підтримку, включаючи виплату зарплати для ініціатора проекту на період його становлення, а також консультування та навчання від партнерів Фонду.
Підтримка соціального підприємництва декларується і через мікрофінансові організації, яких за даними на 2015 рік у Росії діяло понад 600. З 2002 року в Росії діє Російський мікрофінансовий центр (РМЦ), який організовує спільні проекти разом із Творчою лабораторією «Грамін», Yunus Centre і Yunus Social Business. РМЦ активно займається благодійністю, його представники беруть участь у публічній дискусії про концепцію державної підтримки соціального підприємництва в країні.
Серед інших громадських інститутів, які послідовно підтримують соціальне підприємництво в Росії, можна виділити Торгово-промислову палату Росії і Громадську палату Російської Федерації.
Ведучий у світі фонд підтримки соціальних підприємців «Ашока» (США) в Росії не представлений через обмеження діяльності іноземних НКО, однак російські соціальні підприємці можуть зв'язатися з ним через офіційний сайт. Фонд як надає фінансову підтримку, так і проводить тренінги для соціальних підприємців, а також просуває їх проекти і стимулює інформаційний обмін.

### Навчання соціальному підприємництву
У 2011 році Омською регіональною громадською організацією «Ресурсний центр суспільно активних шкіл» була відкрита перша в країні «Школа соціального підприємництва». У наступному, 2012 році, за пропозицією АНО «Агентство стратегічних ініціатив по просуванню нових проектів» (АСД), Ресурсний центр був перетворений в перший в Росії Центр інновацій в соціальній сфері (ЦІСС).
2013 року було ухвалено рішення про тиражування цього досвіду при підтримці АСІ. На 2016 рік ЦІСС представлені більш ніж в 25 регіонах Росії, їх число збільшується. При деяких з них діють школи соціального підприємництва, навчання в яких зазвичай триває 2-6 місяців. На 2018 рік одна Омська школа соціального підприємництва здійснила понад 30 випусків, понад 800 її випускників заснували більш ніж 500 проектів в галузі соціального підприємництва.
Крім освітньої, ЦІСС надають різнобічну підтримку соціальним проектам малого і середнього підприємництва: інформаційну, консультаційну, менторську, юридичну, логістичну, організаційну, популяризаторську — за винятком фінансової. Останню можуть надавати регіональні фонди, бізнес-інкубатори, асоціації підприємців. У 2013 році компанія «Русал» відкрила в Красноярську Центр інновацій в соціальній сфері (Русал), діяльність якого спрямована на залучення людей, що володіють підприємницької активністю, а також керівників малого і середнього бізнесу та соціально орієнтованих некомерційних організацій у вирішення соціальних проблем регіонів через реалізацію соціально-підприємницьких проектів. «Русал» став першим представником великого бізнесу, які підтримали створення ЦІСС.
У програмі Вищої школи управління та інновацій МГУ присутній повний академічний курс навчання соціальному підприємництву. Курс платний, тривалістю 72 академічних години, проводять викладачі юридичного факультету та факультету державного управління МГУ. Серед дисциплін курсу: бізнес-планування, фінансовий менеджмент, сучасний досвід розвитку соціального підприємництва.
«Центр соціального підприємництва та соціальних інновацій» при Вищій школі економіки також пропонує лекції і курси по соціальному підприємництву.
В Санкт-Петербурзькому державному університеті з 2015 року діє програма підвищення кваліфікації для соціальних підприємців, з можливістю прослухати лекції дистанційно і з подальшою обов'язковою атестацією.

### Державна підтримка
Хоча на федеральному і регіональному рівнях в Росії відзначаються спроби підтримки соціального підприємництва, їм бракує системності, і, як наслідок, результативність цієї діяльності залишається під питанням. На відміну від багатьох розвинених країн, соціальне підприємництво в Росії не визнано особливим видом економічної діяльності, соціальні підприємці не отримують податкових пільг. Прийнятий у 2019 року «закон про соціальне підприємництво» виділяє соціальне підприємництво в окрему область малого і середнього підприємництва, таким чином, цей вид економічної активності отримав власну федеральну законодавчу базу. Але і після прийняття закону соціальні підприємці, як і раніше, можуть сподіватися тільки на адресну фінансову, майнову, інформаційну, консультаційну підтримку з боку держави.
Фактично, завдання системної підтримки соціальних підприємців в Росії перекладено на регіональні владу і Центри інновацій соціальної сфери (створені за Наказом Мінекономрозвитку Росії № 220 від 24.04.2013 та фінансуються за рахунок субсидій федерального бюджету) і субсидії за Постановою Уряду Російської Федерації від 23.08.11 № 713 «Про надання підтримки соціально орієнтованим некомерційним організаціям» . Зокрема, на 2011—2013 роки Мінекономрозвитку Росії на реалізацію заходів щодо підтримки соціально орієнтованих НКО виділяла бюджетні кошти в загальному обсязі 880 млн рублів, з них 600 млн — на субсидії регіональним бюджетам, 132 млн — на прямі субсидії соціально орієнтованих НКО, 100 млн — на навчання соціально орієнтованих працівників НКО.
На серпень 2014 року за підтримки Агентства стратегічних ініціатив (АСД) і Мінекономрозвитку почали працювати 12 центрів інновацій соціальної сфери, однак результати їх діяльності на 2015 рік не отримали широкого висвітлення в спеціалізованих виданнях. У бюджеті 2015 року було закладено 160 млн рублів на субсидування проектів залучення приватного інвестора в сферу соціального обслуговування. До середини 2019 року кількість ЦІСС досягло 38, до 2024 року планується довести їх кількість до 70.
У 2017 році з ініціативи гендиректора Агентства стратегічних ініціатив Світлани Чупшевої і зі схвалення президента Володимира Путіна був заснований федеральний Фонд підтримки соціальних проектів. У своїй заяві Чупшева назвала регіони країни, що лідирували на той момент за даним показником: Ханти-Мансійський АО, Башкортостан, Пермський край, Мурманська область , Ульянівська область, Санкт-Петербург.
У серпні 2021 року в рамках національного проекту «Мале і середнє підприємництво» було вирішено надати фінансову підтримку соціальним підприємствам в регіонах. До кінця року соціальним підприємцям на конкурсній основі було запропоновано отримати безоплатну грантову допомогу на розвиток бізнесу. Розмір гранту склав до 500 тисяч рублів по Росії і до 1 млн рублів — для Арктичної зони. На реалізацію даної програми було виділено 1,2 млрд рублів.

## Стан і проблеми соціального підприємництва в Росії
Соціальне підприємництво в Росії, хоча і має історичні корені, не розвинене, а підприємців, що діють за його канонами, дуже мало. Виражається воно зазвичай в окремих ініціативах, а не в масовому русі . За даними Агентства стратегічних ініціатив, на 2017 рік соціальниv підприємництвом в Росії в тій чи іншій формі займалися тільки близько 1 % компаній, в той час як у Західній Європі цей показник сягає 25 %. У Росії діяло всього близько 6,8 тисяч підприємств, яких можна віднести до соціальних.
Єдиним масштабним комплексним дослідженням соціального підприємництва в Росії залишається проект Російського мікрофінансового центру і британської організації «Оксфам», здійснений в 2008—2009 роках. Дослідниками було зроблено висновки про «початок шляху» російського соціального підприємництва, а також про новизну і відсутність єдиного розуміння цього терміна в російському суспільстві. У той же час в ході дослідження в Росії були виявлені всі необхідні умови для розвитку соціального підприємництва. За підсумками цього проекту О. О. Московською була написана монографія «Соціальне підприємництво в Росії і світі. Практика і дослідження», що залишається найбільш ґрунтовною і цитованою працею на дану тему.
У 2016 і 2019 роках благодійна організація Thomson Reuters Foundation проводила опитування майже 900 експертів в галузі соціального підприємництва з 45 країн з найбільшою економікою. У число респондентів були включені дослідники, соціальні підприємці, інвестори, чиновники та інші компетентні особи. Результатом опитування став рейтинг країн з найкращими умовами для соціальних підприємців.
У 2019 Росія майже за всіма показниками виявилася в середині або в верхній половині списку, показавши при цьому помітне зростання, за винятком простоти реалізації товарів і послуг. Дослідники прийшли до висновку, що в Росії спостерігається підйом соціального підприємництва, але загальний рівень підприємницької активності залишається низьким.
|                                                             | 2019         | 2016       |
| ----------------------------------------------------------- | ------------ | ---------- |
| Умови для старту                                            | 28           | 40         |
| Державна підтримка                                          | 7            | 17         |
| Доступність грантів                                         | 24           | 31         |
| Доступність інвестицій                                      | 25           | 27         |
| Доступність нефінансової підтримки                          | 12           | 17         |
| Простота продажу товарів і послуг державі                   | 22           | 16         |
| Простота продажу товарів і послуг бізнесу                   | 38           | 31         |
| Простота продажу товарів і послуг приватному споживачу      | 23           | 6          |
| Залучення спеціалістів високого рівня                       | 38           | 36         |
| Розуміння населенням суті соціального підприємництва        | 23           | 27         |
| Можливість забезпечити себе, займаючись соціальним бізнесом | 7            | 8          |
| Темпи зростання соціального підприємництва                  | 23           | 43         |
| Частка жінок серед соціальних підприємців                   | 6 (73,77 %)  | 2 (78,1 %) |
| Доля молоді (до 25 років) серед соціальних підприємців      | 41 (66,93 %) | -          |

Віце-президент громадської організації «Опора Росії» Микола Ніколаєв виділив три кризових явища, з якими соціальне підприємництво, що зароджується, зіткнулося в Росії: криза визначення, криза репрезентативності і проблема тиражування.

### Досягнення соціальних підприємців
Перший в Росії проект медичної сигналізації «Кнопка життя», система екстреного виклику допомоги для літніх людей та інвалідів, став переможцем всеросійського підприємницького конкурсу «Бізнес Інноваційних Технологій 2011», а також конкурсу «Телеком Ідея», заснованого компанією МТС, і увійшов в число 10 кращих стартапів 2011 року за версією Forbes.
У 2017 році дипломантом всеросійського конкурсу «100 кращих товарів Росії» вперше став продукт соціального підприємництва — проект з виробництва технічних засобів реабілітації для дітей-інвалідів «Я можу!» з Свердловської області.

### Проблема теоретичної бази

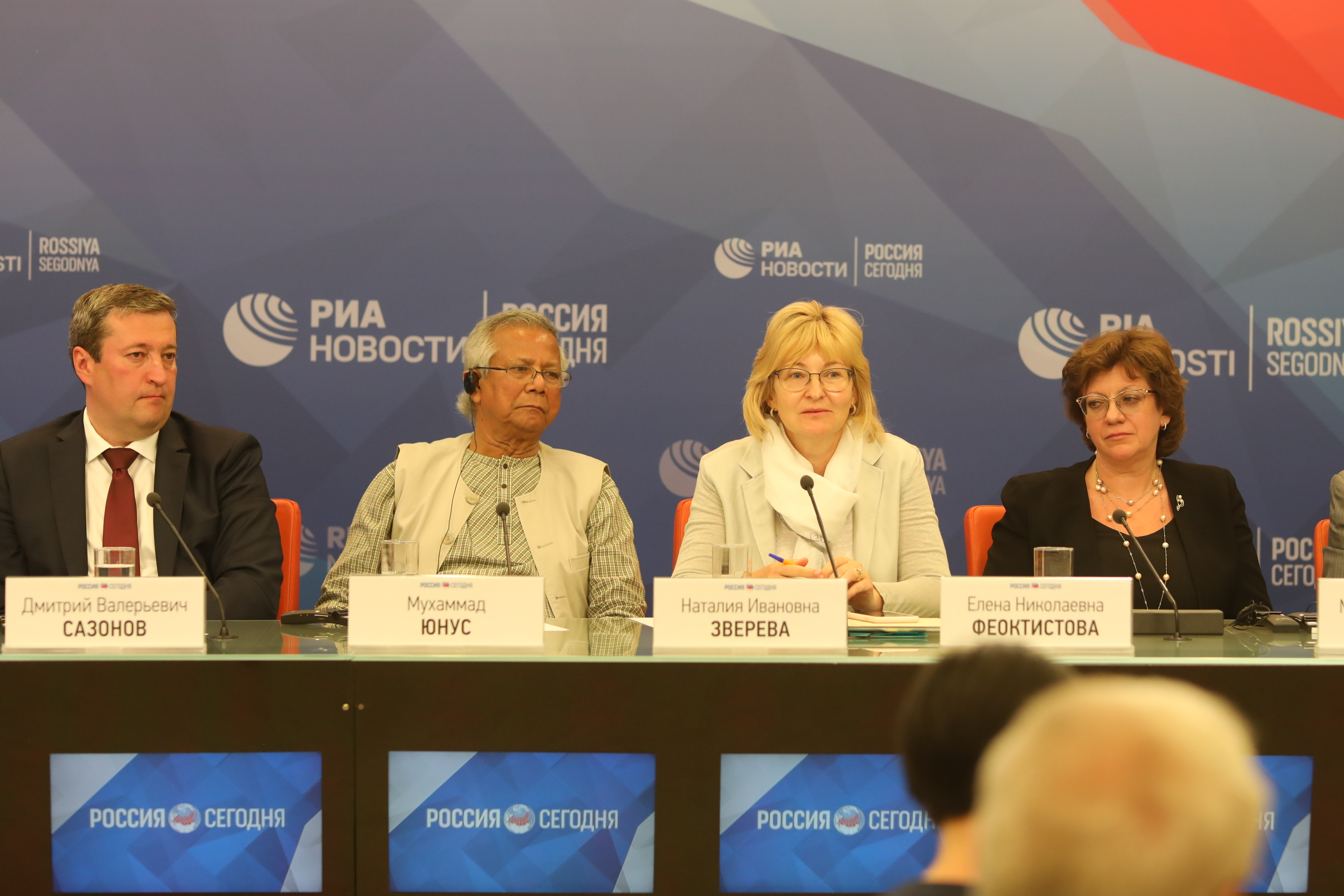
Прес-конференція, організована фондом «Наше майбутнє», за участі засновника Grameen Bank і нобелівського лауреата Мухаммада Юнуса, 2 липня 2019

Певні труднощі створює слабка теоретична база, недостатня інформованість і освіченість громадян. В цілому в Росії теорія соціального підприємництва ще не є достатньо оформленою і не отримала належного поширення. Експерти і наукове співтовариство не приходять до єдиної думки щодо віднесення тієї чи іншої діяльності в Росії до соціального підприємництва. З одного боку, відзначається, що в Росії поки не реалізуються багато «серійних» проектів, вже випробувані за кордоном — наприклад, в сфері житла та працевлаштування людей без певного місця проживання, мало проектів в сфері екології та ряду інших. З іншого боку, ставиться під сумнів актуальність традиційних «класичних» проектів соціального підприємництва. Так, помічник спікера Держдуми Віталій Калінін вважає:
|  | Банк Grameen в Бангладеш — так. В Росії не має проектів соціального підприємництва в сфері мікрофінансування. |

Ще більш категорично про проект, що отримав в 2006 році Нобелівську премію миру, стосовно російських реалій відгукується Микола Ніколаєв (громадська організація «Опора Росії»):
|  | Не вважаю Grameen соціальним підприємством. Він знайшов свою нішу, щоб продати продукт і механізм продажу грошей бангладешським трудівникам. Бідність від цього не зменшилася. Назад банк забирає більше, ніж віддав. Засоби даються не тільки на підприємницьку діяльність. Звичайний нішевий продукт. Можна віднести це до соціальному інжинірингу. |

Крім того, фахівці відзначають, що в Росії соціальний бізнес часто плутають з благодійністю. Справжні російські соціальні підприємці рідко визначають себе цим модним словосполученням, а різноманітні імітатори, навпаки, активно його використовують для отримання доступу до грантів, кредитів, різних преференцій, з метою піару чи як маркетинговий хід.
Микола Миколаїв зауважує, що при всьому різноманітті визначень соціального підприємництва в Росії намітилися два протилежних за змістом: «підприємницька діяльність, спрямована на вирішення соціальних і екологічних проблем, і досягнення соціально корисних цілей», що відповідає класичному розумінню, і «підприємництво в соціальній сфері», націлене на отримання прибутку. На думку експерта, друге визначення, на відміну від бажаного першого, ближче і зрозуміліше російським законодавцям і державним діячам.
У 2016 році директор фонду «Наше майбутнє» Наталії Звєрєвої заявила, що проблема ідентифікації та оцінки соціального бізнесу в Росії «пішла в минуле» і «ми можемо говорити про те, що в країні сформовано експертне співтовариство, що володіє професійними навичками та компетенціями в області оцінки соціально-підприємницьких проектів».
Однак експертне дослідження 2020-2021 років показало, що проблема невизначеності поняття «соціальне підприємництво» не зникла. Навіть експерти в галузі соціального бізнесу дотримувалися різних його трактувань, а один з опитаних оцінив ступінь правової визначеності поняття «соціальне підприємництво» на 2 бали з 10. Близько третини експертів не змогли вибрати близьке їм визначення із запропонованих варіантів і сформулювали власне. Термінологічна проблема зумовила великий розкид в оцінках за іншими пунктами опитування і в підсумку була визнана базовою для всієї галузі соціального бізнесу.

### Проблема репрезентативності
На думку Миколаєва, в Росії складається ситуація, коли «експертів більше, ніж самих соціальних підприємців». При цьому продовжують створюватися нові інфраструктурні елементи підтримки соціального бізнесу, що не приводить до очікуваного зростання числа соціальних підприємців. В цілому, спостерігається диспропорція: висока активність з боку експертів і держави «зверху» при низькій активності громадян «знизу».
Якщо експертами і філантропами від великого бізнесу рухає ентузіазм, то держава в особі чиновників бачить в «соціальному підприємництві» універсальний засіб вирішення накопичених соціальних проблем. Однак зусилля тих і інших часом розбиваються об пасивність потенційних соціальних підприємців. Антон Яремчук (АСІ) бачить головну проблему російського соціального підприємця саме в його «утриманському підході, відчутті, що держава йому особисто щось винна».
Що ж стосується зусиль держави, то О. Московська, коментуючи проект Мінекономрозвитку зі створення Центрів інновацій в соціальній сфері та прогнози АСІ отримати до 2020 року 50 тисяч соціально-орієнтованих підприємств, помітила, що «за планом соціальне підприємництво не створюється ні в одній країні» і що подібні ініціативи повинні не йти «зверху», а бути «народжені самим бізнесом».

### Проблема тиражування
З тиражованістю, одним з основних ознак бізнесу, який претендує на соціальність, справи в Росії йдуть також неблагополучно. Практично кожне відносно успішне соціальне підприємство існує завдяки енергії, харизмі та інших особистим якостям свого засновника. Якщо він залишає створене ним соціальне підприємство, воно або перестає існувати, або незабаром трансформується в звичайний бізнес-проект.

### Правове регулювання
Через недостатню пропрацьованість теоретичної бази в Законодавстві РФ довгий час був відсутній окремий загальний правовий розділ про соціальне підприємництво. Була відсутня законодавча база, яка могла б врегулювати всі питання соціального підприємництва, спростити створення соціальних підприємств і знизити податковий тягар для соціальних підприємців.
До 2019 року єдиним законодавчим актом федерального рівня, що містить визначення соціального підприємництва, залишався наказ Мінекономрозвитку Росії від 24 квітня 2013 р N 220 "Про організацію проведення конкурсного відбору суб'єктів РФ, бюджетам яких у 2013 році надаються субсидії з федерального бюджету на державну підтримку малого і середнього підприємництва суб'єктами РФ ". Міститься в ньому визначення застосовувалося тільки для одержувачів підтримки з вказаною Міністерством лінії та, за оцінкою експертів, було розмито, термінологічно недосконале і, фактично, не забезпечувало законодавчу підтримку соціального підприємництва в класичному розумінні, особливо з урахуванням різноманіття його форм.
У вересні 2013 року Комітет Ради Федерації з соціальної політики підготував поправки до другого читання законопроекту «Про основи соціального обслуговування населення в РФ», що вводять в федеральне законодавство терміни "соціальний підприємець " і «соціальне підприємництво», проте вони не були прийняті.
Нова спроба була зроблена 16 жовтня 2014 року: групою парламентаріїв з Верхньої і Нижньої палат Федеральних Зборів в Державну Думу був внесений законопроект про соціальне підприємництво та форми його підтримки, однак і він не був прийнятий.
У серпні 2016 року Мінекономрозвитку виступило з ініціативою зміни чинного законодавства з метою закріплення в ньому поняття «соціальне підприємництво». Обговорення проекту федерального закону «Про внесення змін до окремих законодавчих актів Російської Федерації (в частині закріплення поняття „соціальне підприємництво“)» проходило на «Федеральному порталі проектів нормативних правових актів». В основі його лежав законопроект, внесений роком раніше Галиною Кареловою, Людмилою Боковою і рядом інших сенаторів і депутатів за підтримки Російський союзу промисловців і підприємців і особисто Олександра Шохіна. Авторами пропонувалося внести відповідні зміни і доповнення до федеральних законів № 135-ФЗ «Про захист конкуренції» та № 209-ФЗ «Про розвиток малого і середнього підприємництва в Російській Федерації». За результатами суспільного обговорення і критики, яка була після цього, законопроект довелося серйозно допрацьовувати.
У січні 2017 року було оголошено про новий варіант законопроекту, підготовленого Мініекономрозвитку. Було запропоновано поширити його на підприємства малого та середнього бізнесу, 30 % працівників яких є інвалідами, одинокими або багатодітними батьками, випускниками дитячих будинків та колишніми ув'язненими, а їх частка у фонді оплати праці — не менше 25 %. Документ був направлений на узгодження в ФАС, ФНС, Мінфін і Мінпраці. Також соціальним пропонується вважати підприємство, не менше 70 % доходу якого приносять певні види діяльності, що відносяться до соціальних: охорона здоров'я, фізкультура і масовий спорт, дошкільну освіту, дитячі гуртки, соціальний туризм, культурно-просвітницька діяльність.
У липні 2017 року президент Росії Володимир Путін анонсував прийняття пакету законів про соціальне підприємництво восени цього ж року. За його словами, кабінетом міністрів були підготовлені два законопроекти: в першому визначалося поняття соціального підприємництва, в другому прописувалися механізми його реалізації. Очікувалося, що Державна дума прийме федеральний закон «Про соціальне підприємництво» в грудні 2017 року, однак цього знову не сталося.
26 грудня 2018 року на засіданні уряду черговий варіант законопроекту про соціальне підприємництво був схвалений до внесення на розгляд до Держдуми. Голова уряду Дмитро Медведєв назвав чотири критерії віднесення бізнесу до соціального:
1. Соціальний підприємець повинен працювати в сфері надання суспільно корисних послуг, включаючи екологію, освіту, культурно-просвітницьку діяльність. Частка доходів підприємства від такої діяльності повинна становити не менше 50 %.
2. Соціальний підприємець повинен брати на роботу громадян «соціально вразливих категорій»: інвалідів, пенсіонерів, людей передпенсійного віку, багатодітних батьків, випускників дитячих будинків та деяких інших. Таких працівників має бути не менше половини.
3. Забезпечення доступу вироблених товарів до ринків збуту також покладається на соціальне підприємство.
4. Соціальне підприємство має виробляти товари або послуги, що допомагають в житті категоріям громадян, які потребують підтримки[118].

5 березня 2019 року пройшли парламентські слухання законопроекту про соціальне підприємництво в Росії. У той же день законопроект був прийнятий Державною думою в першому читанні. Друге читання відбулося 9 липня 2019 року, і 11 липня закон був прийнятий в остаточному третьому читанні. 23 липня законопроект отримав схвалення в Раді Федерації, а 26 липня 2019 року Закон № 245-ФЗ" Про внесення змін до Федерального закон «Про розвиток малого і середнього підприємництва в Російській Федерації» в частині закріплення понять «соціальне підприємництво», «соціальне підприємство» " був підписаний президентом Володимиром Путіним і вступив в силу.
Прийняті поправки реалізують досить консервативний підхід до поняття «соціальне підприємництво» та пов'язують його з працевлаштуванням представників соціально незахищених груп, а також з деякими видами діяльності: освітньою, культурною, збереженням мов народів Росії, з діяльністю по зміцненню сім'ї та підтримки материнства. Однак ряд важливих і традиційних для соціального підприємництва в російській і світовій практиці напрямків не потрапили під дію закону, зокрема, екологічна діяльність, проекти збереження і розвитку сіл, відродження народних художніх промислів. Закон також не дозволяє розглядати підприємства великого бізнесу як соціальні. Принципове упущення прийнятого документа — не прописаний зв'язок між «соціальним підприємством» і «соціальним підприємництвом»:

Законопроект не вимагає, щоб «соціальне підприємство» було зайнято «соціальним підприємництвом» в прямому сенсі, їм не може бути лише "діяльність з виробництва та (або) реалізації підакцизних товарів, а також з видобутку і (або) реалізації корисних копалин, за винятком загальнопоширених ". Тобто таким може бути в тому числі і гравійний кар'єр, в штаті якого формально зайняті в основному діти-сироти, — спроби відмивання регіональних субсидій через них вірогідні.
—  Олег Сапожков, Дмитро Бутрин для «Коммерсанта»
З іншого боку, закон сфокусований не стільки на субсидії, скільки на підтримці інфраструктури — ЦІССів, а у регіональних влад залишається можливість доповнювати перелік соціальних підприємств за видом діяльності.
Ще до прийняття федерального закону поняття «соціального підприємництва» було присутнє в деяких регіональних законодавствах Російської Федерації, зокрема, Ханти-Мансійського автономного округу («суб'єкти малого та середнього підприємництва, які здійснюють діяльність у соціальній сфері»), і в «Законі про розвиток малого та середнього підприємництва» Костромської області. Після прийняття федерального закону відповідні зміни стали вноситися в регіональні законодавства більш активно: до лютого 2020 року список таких регіонів налічував вже 22 суб'єкта, а до листопада — 35 суб'єктів (з 85).
У жовтні 2020 року перший заступник голови комітету Держдуми з державного будівництва і законодавства Михайло Ємельянов запропонував звільнити від податків деякі види соціальних підприємств:

Треба подивитися якісь сфери, найбільш важливі для суспільства. По догляду за інвалідами та за літніми людьми — можливо, їх взагалі треба звільнити від податків, цей бізнес. Те ж саме з дитячими садами — теж соціальне підприємництво. Треба зрозуміти, що це не бізнес в чистому вигляді.
—  Михайло Ємельянов
У 2021 році влада Росії приступили до розробки регіонального законодавства в сфері соціального підприємництва. Пілотним регіоном з впровадження закону про соціальне бізнесі стала Югра.

#### Реєстр соціальних підприємців
10 січня 2020 року набрав чинності наказ Міністерства економічного розвитку № 773 «Про затвердження Порядку визнання суб'єкта малого або середнього підприємництва (МСП) соціальним підприємством і Порядку формування переліку суб'єктів малого і середнього підприємництва, що мають статус соціального підприємства».
У тексті наказу Мінекономрозвитку перераховані документи, необхідні для отримання статусу. Разом з наказом міністерство розіслало в регіони Росії лист з вказівками щодо його виконання.
Згідно з наказом, підприємці, які бажають отримати статус «соціальне підприємство» в «першій хвилі», повинні були надати до 1 березня 2020 року скорочений пакет документів в регіональні уповноважені органи. Ті, своєю чергою, повинні були ухвалити рішення про присвоєння статусу до 1 квітня 2020 року. За підсумками «першої хвилі» статус отримали 1197 суб'єктів малого і середнього бізнесу, у тому числі 60 % — індивідуальні підприємці і 40 % — юридичні особи. Примітно, що 9 з 10 зареєстрованих підприємств є мікропідприємства. З 85 суб'єктів Російської Федерації в 29 не було зареєстровано жодного соціального підприємства.
«Друга хвиля» прийому документів завершилася 15 червня, здобувачі статусу повинні були подавати вже повний пакет документів. За підсумками розгляду поданих заявок було складено реєстр соціальних підприємців. Згідно з даними ФНС РФ, за підсумками обох «хвиль» реєстрації соціальні підприємства були зареєстровані в 72 суб'єктах Російської Федерації, загальне число зареєстрованих соціальних підприємств склало 2869, ними створено 15 303 робочих місця. У той же час, в 22 регіонах Росії було зареєстровано менше 20 соціальних підприємств, а ще в 13 суб'єктах — жодного соціального підприємства. Понад 100 соціальних підприємств зареєстровано в Московської області (291), Ханти-Мансійському автономному окрузі (201), Республіці Башкортостан (193), місті Москві (190) і Тульської області (161). Мінекономрозвитку планувало, що до кінця 2021 року до реєстру увійдуть 3,5 тисячі соціальних підприємців, проте вже в реєстрі були зареєстровані понад 6 тисяч соціальних підприємств.
Більшість соціальних підприємців, внесених до реєстру, надають послуги з догляду за дітьми, діють в сфері додаткової освіти, спорту, охорони здоров'я, фізкультурно-оздоровчої діяльності. Ряд підприємців активні в області культури, мистецтва і народних промислів. Деякі соціальні підприємці займаються питаннями догляду за літніми людьми, видавничої та поліграфічної діяльністю, пошиттям і ремонтом одягу (зокрема, для інвалідів), вирішують проблеми захисту навколишнього середовища, виробляють технічні засоби реабілітації, працюють в сфері інформаційних технологій.
Соціальні підприємці повинні будуть підтверджувати свій статус щорічно, і в подальшому, починаючи з 2021 року прийом документів буде здійснюватися раз на рік, до 1 травня.

## Перспективи
На думку експертів, перспективи розвитку соціального підприємництва в Росії невизначені. Імовірність зростання ділової активності та соціальної свідомості росіян низька. Відповідно, істотні інвестиції з боку російського бізнесу в соціальні проекти не очікуються. Росіянам в цілому не зрозуміло і не близько злиття підприємницької і соціальної діяльності, їм набагато звичніше традиційний бізнес з подальшим спрямуванням частини прибутку на благодійність (меценатство) або соціальна відповідальність.
Російська держава, помітивши світовий тренд соціального бізнесу, побачило в ньому можливість перекласти навантаження щодо соціальної підтримки населення на плечі «приватників». Таким чином, соціальне підприємництво в Росії фактично прирівнюється до соціальної роботи в цілому, «бачиться чимось на зразок бізнес-соцзабезу». Таке трактування поняття свідомо обмежує коло споживачів продуктів і послуг соціального бізнесу звичної клієнтурою центрів соціального захисту: це інваліди, пенсіонери, багатодітні та одинокі батьки, сироти та випускники дитячих будинків.
Звідси, в свою чергу, складається перелік найбільш перспективних напрямків соціальної бізнес-діяльності: соціально-побутові, медичні, оздоровчі послуги, послуги доглядальниць і патронажних сестер, хоспіси, послуги дитячих садків і ясел, освітні послуги.
В рамках цієї логіки не залишається місця для головного завдання соціального підприємництва: виробництва «соціальних змін» через виробництво товарів і послуг у соціальній сфері.
Експерти роблять висновок, що перспективи соціального підприємництва в Росії будуть залежати від відповідей на два питання:
1. чи продовжить держава самоусуватися з соціальної сфери, включаючи охорону здоров'я та соціальне забезпечення, передаючи частину своїх функцій приватному бізнесу і соціально-орієнтованим НКО;
2. почне чи великий бізнес відрізняти соціальне підприємництво від благодійності та соціальної відповідальності, і чи увійде до соціальну ділову сферу як повноправний гравець з інвестиціями і франшизами[105].

Відповіді на ці питання з'являться лише після завершення глобальної економічної кризи, пов'язаного з пандемією COVID-19 і кардинально спотворює і «затемнювати» економічну картину.